# Francisco Canaro

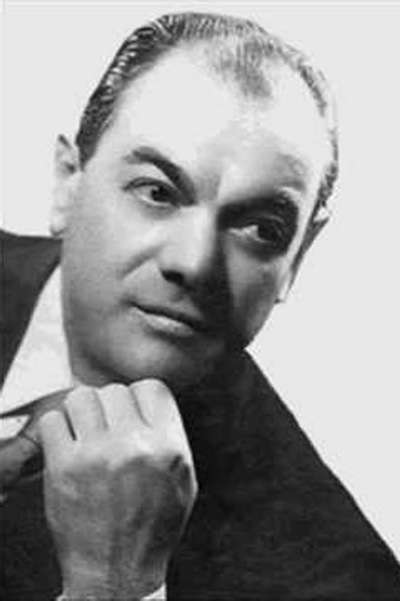
Francisco Canaro
(1888-1964)

Francisco Canaro (numit și Pirincho; n. 26 noiembrie 1888, San José de Mayo⁠(d), Departamentul San José, Uruguay – d. 14 decembrie 1964, Buenos Aires, Argentina) a fost un compozitor, dirijor și aranjor uruguayano-argentinian, dedicat exclusiv muzicii de tangou (Tango argentino).

## Biografie și activitate muzicală
Adevăratul său nume era Francisco Canarozzo (nume italian, deci originile familiei sale erau din Italia, ca și ale multor altora dintre compatrioții săi din Uruguay și Argentina).
Francisco Canaro a avut o copilărie grea și a crescut în sărăcie. Tatăl său, imigrant din Italia, era un umil gropar. Copil fiind, micuțul Francisco nu a putut urma nici măcar niște studii școlare normale pentru un copil de vârsta lui. Pentru a aduna niște bănuți, a vândut ziare pe străzi, a lustruit pantofi și chiar a fost nevoit să cerșească. Peste mulți ani, s-au văzut roadele muncii și faimei sale, Canaro ajungând unul dintre cei mai bogați oameni din Argentina.
Autodidact din punct de vedere muzical, Francisco Canaro a cântat la vioară într-un trio instrumental după mutarea sa din Uruguay în Argentina, în anul 1900. Din anul 1908 a început cariera sa de muzicant profesionist. În anul 1920 a format o orchestră tipică de tango, care i-a purtat numele (Francisco Canaro y su Orquesta Típica). 
Pe durata carierei sale a compus peste 700 piese muzicale (imensa majoritate fiind tangouri și valsuri care, în muzica argentiniană popular-orășenească, fac parte tot din stilul mai general TANGO) și a interpretat (ca dirijor de orchestră) alte multe sute de lucrări ale altor colegi compozitori. Este considerat unul dintre cei mai fervenți promotori ai tangoului ,,clasic'' argentinian, făcând parte din ,,Vechea Gardă''. Începând cu anul 1924, a făcut numeroase turnee de mare succes în Europa, America și Asia, începând cu Parisul, capitala Franței. În amintirea acestui prim succes mondial răsunător, a compus un tango care a devenit, la rândul său, un succes. Tangoul acesta se numește ,,Canaro en Paris" (= ,,Canaro în/la Paris").
Ca ,,activist social'', a ,,luptat'' cu perseverență pentru recunoașterea drepturilor de autor ale colegilor săi muzicanți (compozitori și interpreți). A înființat Societatea Artiștilor și Compozitorilor din Argentina (SADAIC) în al cărei Panteon (Mausoleu) a și fost înmormântat, în 1964. Tot Canaro a cumpărat din banii proprii terenul din Buenos Aires pe care ulterior (în 1935) a fost construit sediul SADAIC.￼ 
Canaro, căsătorit fiind, a avut o lungă relație ,,romantică'', extraconjugală (de peste 10 ani), cu cântăreața și dansatoarea Ada Falcón care i-a fost colegă pentru interpretările vocale, în acest timp din lunga sa activitate artistică (de peste 50 de ani). 
A fost în fruntea formațiilor sale instrumentale până în anii '60 ai secolului trecut, cu puțin timp înainte de moartea sa (în 1964).
Francisco Canaro a condus și dirijat 3 tipuri de formații instrumentale, pentru interpretarea vastului său repertoriu de tangouri, valsuri, candombe & rancheras argentiniene (ultimele 2 stiluri menționate având o pondere infinit mai mică față de primele 2 stiluri). În ordine cronologică, formațiile muzicale instrumentale au fost: 
1) Orquesta Típica Francisco Canaro (clasică), a activat mai ales în timpul așa-numitei ,,Epoci de aur'' (1930-1945) a tangoului pe plan mondial, aproximativ între anii 1920-1950.   
2) Quinteto Pirincho sau Quinteto Don Pancho. A activat între anii 1940-1964 sub conducerea lui Canaro dar nu s-a desființat după moartea sa, continuând să existe și azi (cu același nume, ca un omagiu adus maestrului).
3) Gran Orquesta Francisco Canaro (de factură mai ,,modernă''), a activat aproximativ între anii 1950-1964. 

Faima mondială și nemuritoare i-a fost adusă lui Francisco Canaro în special de interpretările și înregistrările sale discografice cu a sa ,,Orquesta Típica'' din perioada de glorie 1927-1940. 
Piesele orchestrelor lui Canaro erau fie numai instrumentale, fie cântate și cu voce (pe toată durata melodiei sau numai pe o porțiune a ei ; adică acel așa-numit estribillo = ,,refren''). Pentru părțile vocale, Francisco Canaro a colaborat cu nenumărați și vestiți soliști, care se ,,băteau'' să cânte și cu orchestra sa. Printre aceștia, pot fi enumerați (într-o ordine oarecum cronologică): Agustin Irusta, Charlo, Carlos Gardel, Carlos Dante, Luis Díaz, Félix Gutierrez, Ernesto Famá, Roberto Fugazot, Nelly Omár, Ada Falcón, Roberto Maida, Luis Scalón, Alberto Arenas, Juan Carlos Rolón, Mario Alonso, Carlos Galán, Carlos Acuña, Roberto Malestar.
Cele cca. 70 de tangouri și valsuri înregistrate cu Agustin Irusta, cele peste 200 de piese înregistrate cu Charlo (a cărui contribuție la istoria tangoului este cel puțin la fel de mare cu a mult mai cunoscutului său compatriot Carlos Gardel), cele alte vreo 200 de tangouri & valsuri înregistrate cu Roberto Maida și Ada Falcón sunt definitorii pentru activitatea muzicală a lui Francisco Canaro.￼ 
Unele dintre piesele formațiilor lui Francisco Canaro au avut, de-a lungul timpului, interpretări multiple (numai orchestrale + vocale, cu 2 sau 3 cântăreți diferiți).
Francisco a fost cel mai mare (și ca faimă dar și ca vârstă) dintre cei 3 frați Canaro, toți conducători de orchestre proprii. Frații săi, Juan și Rafael au activat mult mai puțin decât Francisco, dar toți în  perioada 1925-1940. A fost un timp în care cei 3 frați Canaro s-au aflat concomitent pe marea scenă a muzicii. Cel mai puțin a activat Juan iar Rafael a concertat mai mult în Europa, ani de zile în Franța. Orchestra Tipică a lui Rafael Canaro a înregistrat, la mijlocul anilor '30 și în colaborare cu vocalistul francez Roger Toussaint, câteva tangouri originale, cântate în limba franceză.
Unul dintre cele mai cunoscute tangouri ale lui Francisco Canaro este ,,Adiós, pampa mia!" (1945), compus în colaborare cu Mariano Mores (text: Ivo Pelay, voce: Alberto Arenas). Alt tangou celebru și de mare succes este ,,Envidia'', cântat atât de Roberto Maida, numai estribillo (în 2 versiuni, din anii 1936 și 1938) cât și de Ada Falcón (cu text integral). Tangoul ,,Envidia'' (compoziția lui Francisco Canaro) a mai fost interpretat (în 1938) și de Orquesta Típica Rafael Canaro, în versiunea cântată de Luis Scalón (cu textul integral originar). Un alt cunoscut tangou interpretat de orchestra lui Francisco Canaro, cântat de Roberto Maida în 1938, este ,,El Adiós'' (cu un text romantic emoționant).

## Compoziții proprii (selecțiuni)
| - A mí no me den consejos - Adiós pampa mía (1945) - El alacrán (1920) - Allá en el monte - Arco iris - El Atorrante - El Baccarat - Barra fuerte - La brisa (1927) - versuri de Omar Odriozola - Cabecita - Charamusca - El Comorrero - Canción de los barrios - Canillita No 1 - Cara sucia - El caramelo - El chamuyo - El Chino Pantaleón - Clavel blanco - Condena - Copla porteña - Cuna de Fango - Destellos (1942) - Dos corazones (1900) - El que a hierro mata - En las sombras - Envidia - El favorito - La flor del pago |  | - La fondera - Garibaldi - El gavilán - Halcón negro - Historia del Tango - Los Indios - Los inseparables - El internado (1915) - El jardín del amor - Juego limpio - El laberinto - La llamada - Lo que nunca te dirán - Madreselva - Mano brava (1941) - María la gaucha - Matasano - La última copa (1926) - Milonga de Buenos Aires - Milonga canyengue - Milonga con variación - La muchachada del centro - Muchachita de Belgrano - La muerte de milonguita - Nobleza de arrabal - Noches de amor - Nobleza gaucha - Nueve puntos - El opio - Oro viejo - Pájaro azul - El pangaré |  | - La Patria del Tango - Pinta brava (1912) - La polla - El pollito - ¡Qué fideo! - La querencia - Rascacielos - Rascame la rabadilla - Reliquias porteñas - Río de oro - El riojano - Sangre azul - Simari - Sulamita - La tablada - Tangón - Tiempos viejos - El Tigre Millán (1934) - Tirasso - El triunfo - La tucumana - La última curda - Vamos a ver - Vibraciones del alma - Vos también tenés tu historia - Las vueltas de la vida - Wilson - Yo no sé que me han hecho tus ojos (1933) |  |